# Buarfa
Buarfa (en árabe: بوعرفة‎, en lenguas bereberes: ⴱⵓⵄⴰⵔⴼⴰ, en francés: Bouarfa) es un municipio y ciudad de Marruecos, capital de la provincia de Figuig, en la región administrativa del Oriental.

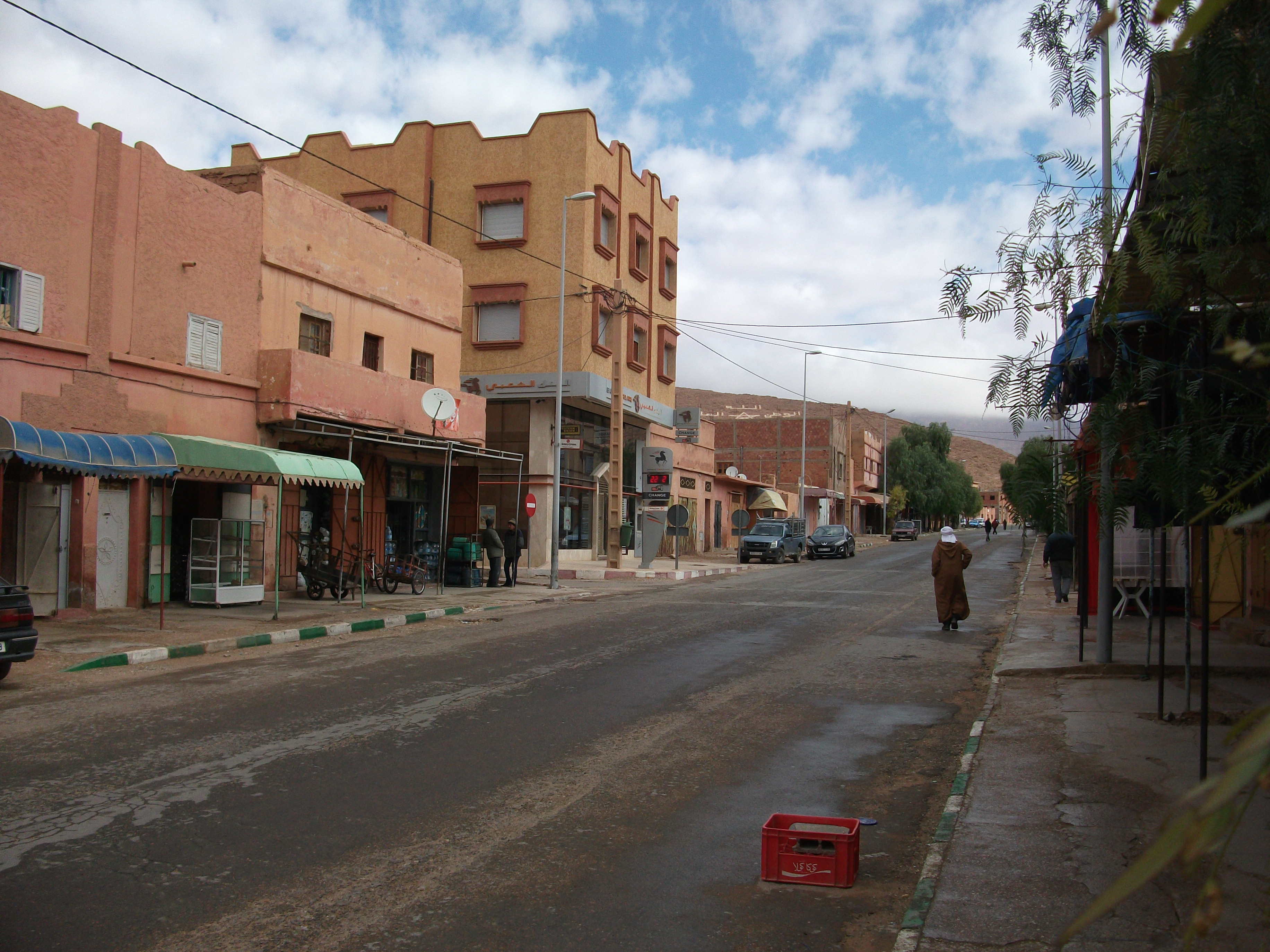
Calles de Buarfa.

## Geografía
La ciudad está ubicada al sudoeste de la provincia de Figuig a 1150 m de altitud, al pie del monte Buarfa, cuya altitud es de 1850 m.

## Historia
Buarfa es la « capital » de los Beni Guil que estaban instalados en Marruecos en la  Edad Media. Su población habla el árabe

### Periodo moderno
El pueblo se ha agrandado como consecuencia del descubrimiento del Manganeso en Aïn Beïda que era rico en mineral de pirolusita. Los Franceses explotaron la mina en 1913. Después de la independencia de Marruecos se clausuró la mina.
Allí se creó un campo de internamiento para disidentes, especialmente para los republicanos españoles y para los Judíos. En 1942, contenía 800 personas obligadas a trabajar en condiciones crueles. Desde la intervención estadounidense de 1942 (operación Torch), este campo se utilizó para los prisioneros alemanes arrestados durante esta operación.

## Demografía
1. ↑  «Cercles provinciaux». Municipalité de Figuig (en francés). août 2013. Archivado desde el original el 21 de octubre de 2020. Consultado el 29 janvier 2015.
2. ↑  (en inglés) Ghazi-Walid Falah, Caroline Rose Nagel, Geographies of Muslim Women: Gender, Religion, and Space, Guilford Press, 2005, p. 99
3. ↑  «Souvenirs de Bouarfa, siège de la province de Figuig, au Maroc».
4. ↑  Evelyn Mesquida, La Nueve, 24 août 1944. Ces républicains espagnols qui ont libéré Paris, Paris, Le Cherche-Midi, 2011, collection « Documents ». ISBN 978-2-7491-2046-1, p. 47
5. ↑  Karim Boukhari et Hassan Hamdani (mai de 2007). «Histoire. Des camps de concentration au Maroc». TelQuel (en francés) (Casablanca) (274). Archivado desde el original el 29 de enero de 2015. Consultado el 29 de abril de 2020.

- Datos: Q2293231
- Multimedia: Bouarfa, Morocco / Q2293231